# Faraony
De Faraony is een 150 kilometer lange rivier in het oosten van Madagaskar. De rivier ontspringt in het Centraal Hoogland ten oosten van Fianarantsoa, doorstroomt de regio Vatovavy-Fitovinany en mondt ten zuiden van Namorona uit in de Indische Oceaan. De Faraony heeft een stroomgebied van 2695 km².
Het is regenrivier en in de regentijd kan het waterniveau snel stijgen. In april 1945 steeg het water bij Sahasinaka zelfs tot 21 meter boven het laagwaterniveau.
De RN 12 voert over de rivier.